# Zbor întunecat
Zbor întunecat (în engleză Dead Birds)  este un film Western de groază regizat de Alex Turner, cu Henry Thomas, Nicki Aycox, Isaiah Washington, Patrick Fugit și Michael Shannon în rolurile principale.

## Distribuție
- Henry Thomas - William
- Patrick Fugit - Sam
- Nicki Aycox - Annabelle
- Michael Shannon - Clyde
- Muse Watson - Father
- Mark Boone Junior - Joseph
- Isaiah Washington - Todd
- Harris Mann - Jeffy Hollister